# Pseudosabinella
Pseudosabinella is een geslacht van weekdieren uit de klasse van de Gastropoda (slakken).

## Soort
- Pseudosabinella bakeri (Bartsch, 1917)